# Opera on Ice
Opera on Ice è stato un programma televisivo italiano sportivo e musicale basato su esibizioni di pattinaggio su ghiaccio, trasmesso dal 2011 al 2020 ogni anno su Canale 5 e su Rete 4 il giorno di Natale (fatta eccezione per il 2020 trasmesso il 27 dicembre). Il programma è stato condotto dal 2011 al 2013 da Alfonso Signorini, affiancato nel 2011 da Costanza Calabrese, nel 2014 da Gerry Scotti e Federica Panicucci, nel 2017 da Cristina Chiabotto e dal 2015 e 2016 e dal 2018 al 2020 nuovamente da Alfonso Signorini.

## Il programma
Nel programma si esibiscono grandi campioni di pattinaggio artistico su ghiaccio, coro ed orchestra dal vivo e cantanti lirici di fama internazionale, tra cui i giovani talenti della Fondazione Luciano Pavarotti, che interpretano le arie più famose delle opere liriche in suggestive location storiche.
Il programma è stato ideato da Giulia Mancini in collaborazione con Daniela Mancini, Danilo Mancini, Giuseppe Sorcinelli e Beatrice Dalle Rive, ed è prodotto dalla società Opera on Ice S.r.l.
La regia è stata affidata a Cristian Biondani nel 2011, ad Egidio Romio nel 2012, 2013, dal 2018 al 2020, a Francisco Negrin nel 2014 e 2015, a Kim Gavin nel 2016 e a Damiano Michieletto nel 2017, mentre i costumi sono stati affidati a Lorena Marin.

## Edizioni
| Edizione | Messa in onda    | Titolo del programma         | Rete televisiva | Conduzione         | Conduzione         | Luogo                           | Luogo                           | Regia               | Regia               | Ascolti        | Ascolti |
| Edizione | Messa in onda    | Titolo del programma         | Rete televisiva | Conduzione         | Conduzione         | Luogo                           | Luogo                           | Regia               | Regia               | Telespettatori | Share   |
| -------- | ---------------- | ---------------------------- | --------------- | ------------------ | ------------------ | ------------------------------- | ------------------------------- | ------------------- | ------------------- | -------------- | ------- |
| 1ª       | 25 dicembre 2011 | Opera on Ice                 | Canale 5        | Costanza Calabrese | Alfonso Signorini  | Arena di Verona                 | Arena di Verona                 | Cristian Biondani   | Cristian Biondani   | 1 279 000      | 10,87%  |
| 2ª       | 25 dicembre 2012 | Opera on Ice                 | Canale 5        | Alfonso Signorini  | Alfonso Signorini  | Arena di Verona                 | Arena di Verona                 | Egidio Romio        | Egidio Romio        | 1 500 000      | 10,11%  |
| 3ª       | 25 dicembre 2013 | Opera on Ice                 | Canale 5        | Alfonso Signorini  | Alfonso Signorini  | Arena di Verona                 | Arena di Verona                 | Egidio Romio        | Egidio Romio        | 1 727 000      | 10,90%  |
| 4ª       | 25 dicembre 2014 | Intimissimi on Ice Opera Pop | Canale 5        | Gerry Scotti       | Federica Panicucci | Arena di Verona                 | Arena di Verona                 | Francisco Negrin    | Francisco Negrin    | 1 418 000      | 8,96%   |
| 5ª       | 25 dicembre 2015 | Intimissimi on Ice           | Canale 5        | Alfonso Signorini  | Alfonso Signorini  | Arena di Verona                 | Arena di Verona                 | Francisco Negrin    | Francisco Negrin    | 1 059 000      | 9,04%   |
| 6ª       | 25 dicembre 2016 | Intimissimi on Ice           | Canale 5        | Alfonso Signorini  | Alfonso Signorini  | Arena di Verona                 | Arena di Verona                 | Alfonso Signorini   | Cristian Biondani   | 1 530 000      | 6,60%   |
| 7ª       | 25 dicembre 2017 | Intimissimi on Ice           | Canale 5        | Cristina Chiabotto | Cristina Chiabotto | Arena di Verona                 | Arena di Verona                 | Damiano Michieletto | Damiano Michieletto | 1 306 000      | 9,30%   |
| 8ª       | 25 dicembre 2018 | Opera on Ice                 | Canale 5        | Alfonso Signorini  | Alfonso Signorini  | Piazza degli Scacchi, Marostica | Piazza degli Scacchi, Marostica | Egidio Romio        | Egidio Romio        | 1 411 000      | 11,10%  |
| 9ª       | 25 dicembre 2019 | Opera on Ice                 | Canale 5        | Alfonso Signorini  | Alfonso Signorini  | Foro Italico                    | Foro Italico                    | Egidio Romio        | Egidio Romio        | 1 387 000      | 11,40%  |
| 10ª      | 27 dicembre 2020 | Opera on Ice                 | Canale 5        | Alfonso Signorini  | Alfonso Signorini  | Arena di Verona                 | Piazza degli Scacchi, Marostica | Egidio Romio        | Egidio Romio        | 1 393 000      | 7,10%   |
| 10ª      | 27 dicembre 2020 | Opera on Ice                 | Canale 5        | Alfonso Signorini  | Alfonso Signorini  | Foro Italico                    |                                 | Egidio Romio        | Egidio Romio        | 1 393 000      | 7,10%   |